# شيلبي ميتكالف
شيلبي ميتكالف (بالإنجليزية: Shelby Metcalf)‏ هو مدرب كرة سلة أمريكي، ولد في 23 ديسمبر 1930 في تلسا في الولايات المتحدة، وتوفي في 8 فبراير 2007 بسبب سرطان.

## روابط خارجية
- شيلبي ميتكالف على موقع كلية كرة السلة في سبورتس رفرنس.كوم (الإنجليزية)